# Buford (Wyoming)
Buford – opuszczony obszar niemunicypalny w Stanach Zjednoczonych, znajdujący się w hrabstwie Albany, w stanie Wyoming. Położony jest między Laramie i Cheyenne na autostradzie międzystanowej Interstate 80. Położone na wysokości 8000 stóp (2400 m), jest to najwyżej położone zaludnione osiedle wzdłuż trasy Pierwszej Kolei Transkontynentalnej (dzisiejszej Trasy Lądowej) i transkontynentalnej autostrady międzystanowej Interstate 80. Miasto pierwotnie nosiło nazwę Buford (na cześć generała majora Johna Buforda), oficera kawalerii Armii Unii podczas wojny secesyjnej. W 2013 r. Miasto zostało sprzedane wietnamskiemu właścicielowi, który zmienił nazwę na „Miasto PhinDeli Buford”. Adresy pocztowe nadal jednak noszą pierwotną nazwę miasta „Buford”. Wietnamski właściciel sprzedał przedsiębiorstwo miejscowemu właścicielowi ziemskiemu w 2019 r., i nie nosi już oficjalnie nazwy wskazującej na markę PhinDeli, którą można znaleźć jedynie na pojedynczych nieaktualnych tablicach. Miasto znane było z tego, że do 2017 roku liczyło jednego mieszkańca. Od 2017 roku miasto jest niezamieszkane.

## Historia
PhinDeli to nazwa promocyjna dodana do nazwy miasta Buford w 2013 r. przez właścicieli sieci sklepów. Miasto zostało założone w 1866 r. podczas budowy Kolei Transkontynentalnej na terenie stanu Wyoming. W szczytowym okresie miasto liczyło 2000 mieszkańców. W 1900 r. zbudowano w nim pocztę, która została zamknięta w 2004 r.
Don Sammons przeprowadził się do miasta Buford w 1980 r. wraz z żoną i synem. W 1992 r. kupił miasto. Jego żona zmarła w 1995 r., a syn wyjechał z miasta około 2007 r., czyniąc Sammonsa jedynym mieszkańcem Buford. W późniejszym okresie w mieście pojawiło się jednak jeszcze siedmiu mieszkańców, którzy ostatecznie przenieśli się do większych gmin.
Składające się ze sklepu spożywczego, stacji benzynowej i domu modułowego i położone na 4 hektarach (9 akrów) ziemi, miasto zostało wystawione na sprzedaż po tym, jak Don Sammons postanowił przenieść się bliżej swojego syna. Miasto zostało wystawione na aukcję w dniu 5 kwietnia 2012 r., a najwyższą ofertę w wysokości 900 000 dolarów złożyło dwóch nieznanych Wietnamczyków.  Okazało się, że jednym z nich był Phạm Đình Nguyên. Nowi właściciele sprzedają w sklepie spożywczym importowaną z Wietnamu kawę marki "PhinDeli".
Nguyen potwierdził, że nigdy nie mieszkał w mieście i odwiedzał je tylko od czasu do czasu. Sammons zajmował się sklepem przez wiele miesięcy, a następnie Jason Hirsh z hrabstwa Albany przejął nad nim zarząd, podczas gdy jego syn i siostrzeniec utrzymywali własność i mieszkali na jego terenie. W 2017 r. Hirsh zrezygnował z pracy w sklepie, pozostawiając miasto opuszczonym.